# 離農
離農（りのう）とは、農業に従事していた人間が農業を辞めて他の職業に就くことを言う。
日本においては農業に従事する人口は大きく減少し続けており、広く離農が進んでいる。